# マルセロ・アレバロ
マルセロ・アレバロ・ゴンサレス（Marcelo Arévalo González, 1990年10月17日 - ）は、エルサルバドルのサンサルバドル出身の男子プロテニス選手。ATPランキング自己最高位はシングルス139位、ダブルス1位。これまでにATPツアーでダブルス15勝を挙げている。身長193cm、体重86kg。右利き、バックハンド・ストロークは両手打ち。

## 人物
兄のラファエル・アレバロもプロテニス選手で、デビスカップでは兄弟でダブルスを組んで出場している。

## ATPツアー決勝進出結果

### ダブルス：14勝6敗
| 大会カテゴリ                    |
| グランドスラム (2–0)            |
| ATPファイナルズ (0–1)           |
| ATPツアー・マスターズ1000 (4–1) |
| オリンピック (0–0)              |
| ATPツアー500 (0–1)              |
| ATPツアー250 (9–3)              |

| サーフェス別タイトル |
| ハード (12–2)        |
| クレー (3–2)         |
| 芝 (0–2)             |

| 結果   | No. | 決勝日     | 大会                   | サーフェス | パートナー                         | 対戦相手                                                            | スコア                   |
| ------ | --- | ---------- | ---------------------- | ---------- | ---------------------------------- | ------------------------------------------------------------------- | ------------------------ |
| 準優勝 | 1.  | 2018年7月  | ホール・オブ・フェーム | 芝         | ミゲル・アンヘル・レイエス＝バレラ | ジョナサン・エルリック アーテム・シタク                             | 1-6, 2-6                 |
| 優勝   | 1.  | 2018年8月  | ロス・カボス           | ハード     | ミゲル・アンヘル・レイエス＝バレラ | テイラー・フリッツ タナシ・コッキナキス                             | 6-4, 6-4                 |
| 準優勝 | 2.  | 2019年7月  | ホール・オブ・フェーム | 芝         | ミゲル・アンヘル・レイエス＝バレラ | マルセル・グラノリェルス セルジー・スタホフスキー                   | 7-6(12-10), 4-6, [11-13] |
| 準優勝 | 3.  | 2020年2月  | チリ                   | クレー     | ジョニー・オマラ                   | ロベルト・カルバリェス・バエナ アレハンドロ・ダビドビッチ・フォキナ | 6-7(3-7), 1-6,           |
| 優勝   | 2.  | 2021年8月  | ウィンストン・セーラム | ハード     | マトべ・ミデルクープ               | イワン・ドディグ オースティン・クリーチェック                       | 6-7(5-7), 7-5, [10-6]    |
| 優勝   | 3.  | 2022年2月  | ダラス                 | ハード     | ジャン＝ジュリアン・ロジェ         | ロイド・グラスプール ハリ・ヘリオバーラ                             | 7-6(7-4), 6-4            |
| 優勝   | 4.  | 2022年2月  | デルレイビーチ         | ハード     | ジャン＝ジュリアン・ロジェ         | アレクサンダー・ネドブェソフ エイサム＝ウル＝ハク・クレシ           | 6-2, 6-7(5-7), [10-4]    |
| 準優勝 | 4.  | 2022年2月  | メキシコ               | ハード     | ジャン＝ジュリアン・ロジェ         | フェリシアーノ・ロペス ステファノス・チチパス                       | 5-7, 4-6                 |
| 優勝   | 5.  | 2022年6月  | 全仏                   | クレー     | ジャン＝ジュリアン・ロジェ         | イワン・ドディグ オースティン・クリーチェック                       | 6-7(6-7), 7-6(7-5), 6-3  |
| 優勝   | 6.  | 2022年10月 | ストックホルム         | ハード     | ジャン＝ジュリアン・ロジェ         | ロイド・グラスプール ハリ・ヘリオバーラ                             | 6-3, 6-3                 |
| 優勝   | 7.  | 2023年1月  | アデレード             | ハード     | ジャン＝ジュリアン・ロジェ         | イワン・ドディグ オースティン・クリーチェック                       | 不戦勝                   |
| 優勝   | 8.  | 2023年2月  | デルレイビーチ         | ハード     | ジャン＝ジュリアン・ロジェ         | リンキー・ヒジカタ リース・スタルダー                               | 6-3, 6-4                 |
| 優勝   | 9.  | 2023年8月  | カナダ                 | ハード     | ジャン＝ジュリアン・ロジェ         | ラジーブ・ラム ジョー・ソールズベリー                               | 6-3, 6-1                 |
| 優勝   | 10. | 2024年1月  | 香港                   | ハード     | マテ・パビッチ                     | サンダー・ギル ジョラン・ビレゲン                                   | 7-6(7-3), 6-4            |
| 準優勝 | 5.  | 2024年5月  | ローマ                 | クレー     | マテ・パビッチ                     | マルセル・グラノリェルス オラシオ・セバジョス                       | 2-6, 2-6                 |
| 優勝   | 11. | 2024年5月  | ジュネーヴ             | クレー     | マテ・パビッチ                     | ジャン＝ジュリアン・ロジェ ロイド・グラスプール                     | 7-6(7-2), 7-5            |
| 優勝   | 12. | 2024年6月  | 全仏                   | クレー     | マテ・パビッチ                     | シモーネ・ボレッリ アンドレア・ババソッリ                           | 7-5, 6-3                 |
| 優勝   | 13. | 2024年8月  | シンシナティ           | ハード     | マテ・パビッチ                     | マッケンジー・マクドナルド アレックス・ミケルセン                   | 6-2, 6-4                 |
| 準優勝 | 6.  | 2024年11月 | ATPファイナルズ        | ハード     | マテ・パビッチ                     | ケビン・クラウィエッツ ティム・パッツ                               | 6-7(5-7), 6-7(6-8)       |
| 優勝   | 14. | 2025年3月  | インディアンウェルズ   | ハード     | マテ・パビッチ                     | ジョーダン・トンプソン セバスチャン・コルダ                         | 6-3, 6-4                 |
| 優勝   | 15. | 2025年3月  | マイアミ               | ハード     | マテ・パビッチ                     | ロイド・グラスプール ジュリアン・キャッシュ                         | 7-6(7-3), 6-3            |